# Alberto Varas

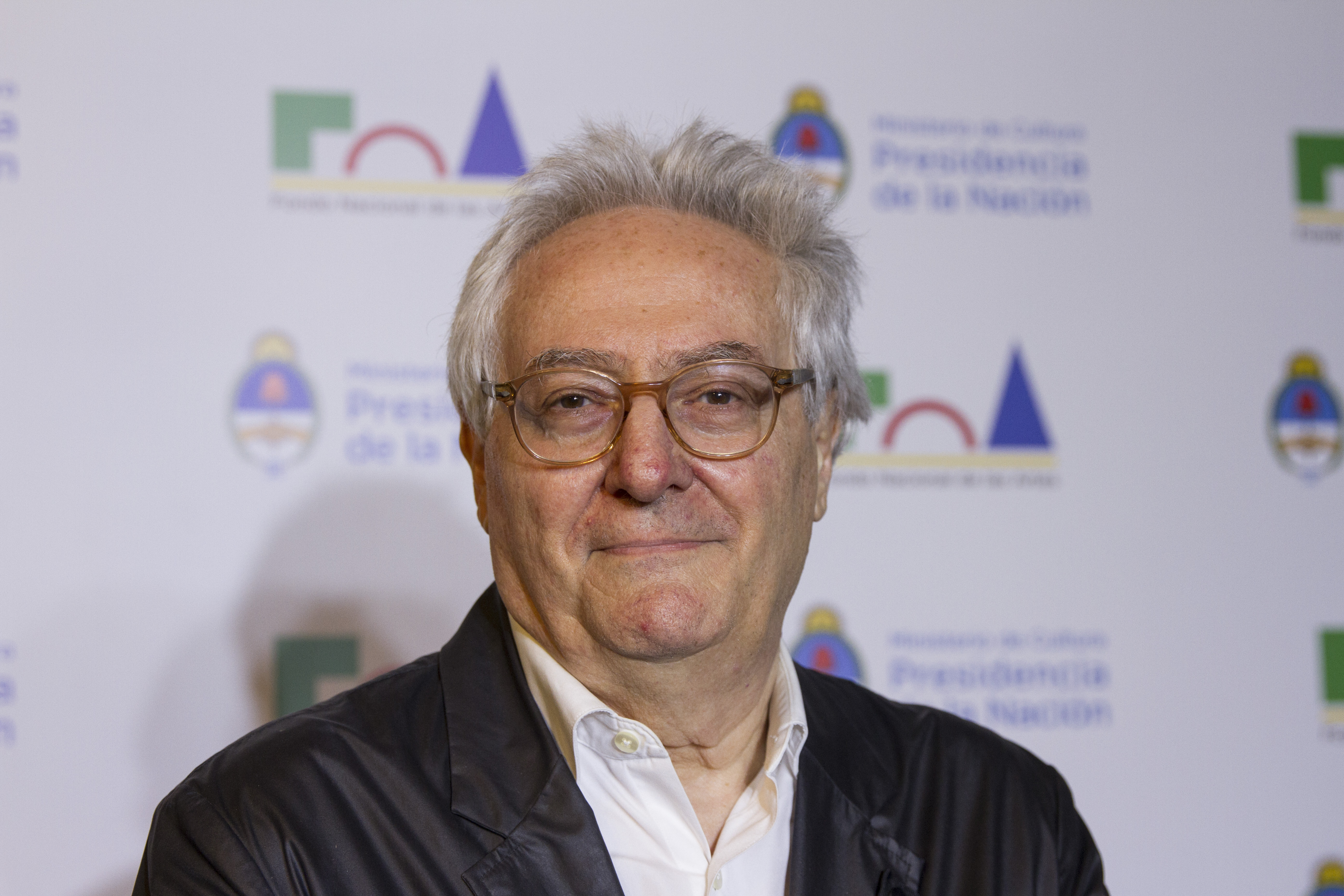
Alberto Varas, al recibir el Premio a la trayectoria del Fondo Nacional de las Artes, en 2017.

Alberto Varas (1943) es un arquitecto, investigador y educador argentino que desarrolla su práctica con sede en la ciudad de Buenos Aires desde 1966. Fue miembro fundador en ese año, del exitoso estudio Baudizzone-Díaz-Erbin-Lestard-Varas, con el que recibió, junto a sus asociados, un Premio Konex a la arquitectura. Desde el año 2000 es titular del Estudio “Alberto Varas & Asociados”, y socio fundador del “Grupo VOV” establecido en La Coruña, España en 2002.
Ha recibido numerosas distinciones profesionales, desempeñando su actividad tanto en el ámbito privado como en la función pública. Según Graciela Silvestri, arquitecta e historiadora argentina, el trabajo de Varas “ha ejercido una gran influencia en la cultura arquitectónica argentina”.

## Biografía

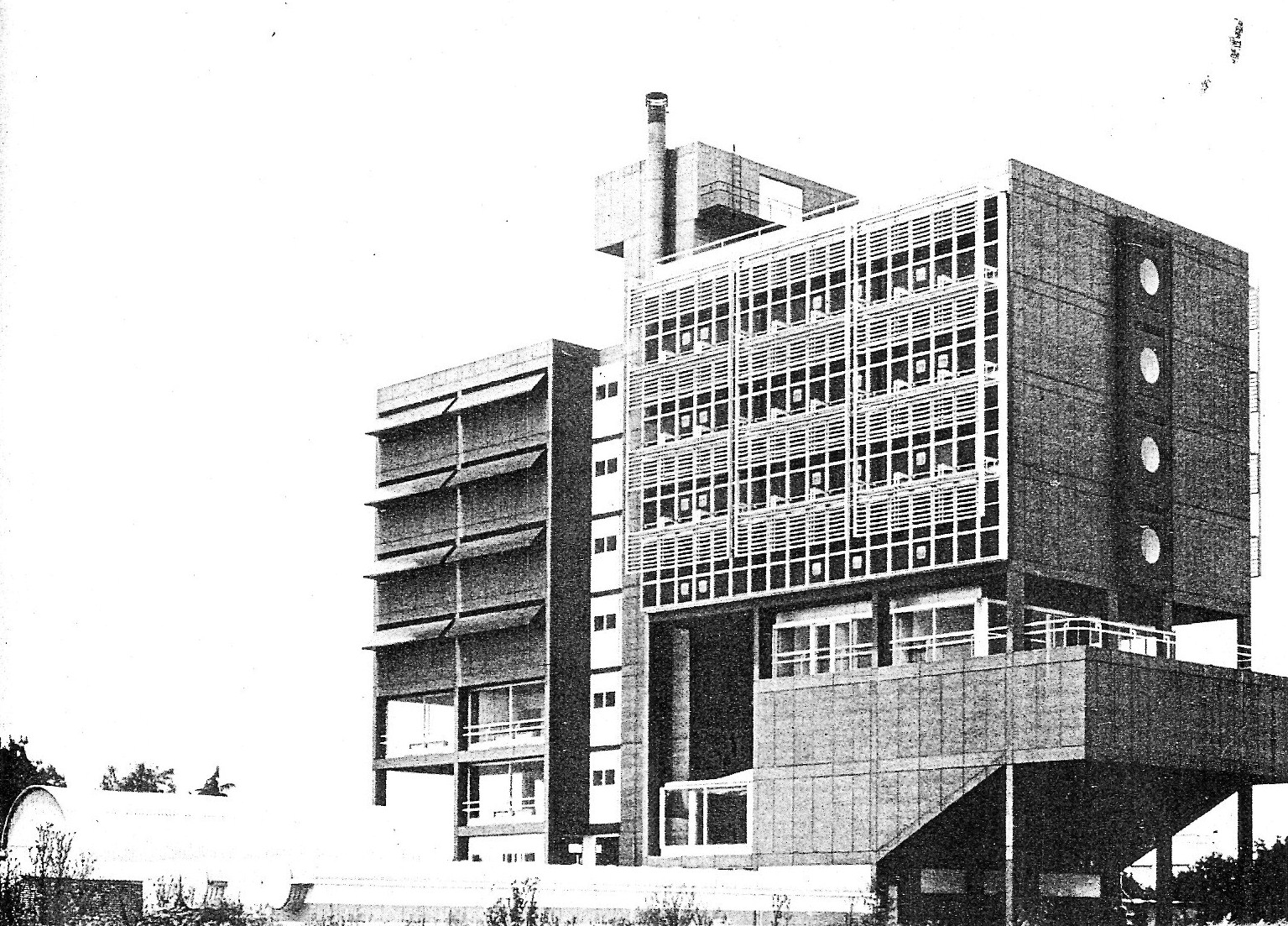
Edificio del INIFTA (CONICET), en La Plata (1968-1973).

La carrera profesional de Alberto Varas se inició en 1966, con su graduación como arquitecto de la Facultad de Arquitectura y Urbanismo de la Universidad de Buenos Aires, aunque ya desde 1964 se había desempeñado como ayudante docente. 
En 1966, tras el golpe de Estado que llevó al poder al General Juan Carlos Onganía, la dictadura determinó la intervención a las universidades públicas. Luego un irrupción violenta conocida como La Noche de los Bastones Largos, se produjo una renuncia masiva de académicos que se oponían al régimen militar. Las condiciones políticas predominantes desde entonces forzaron a Varas y a muchos otros de su generación, como Justo Solsona o Javier Sánchez Gómez, a mantenerse alejados de la actividad pública, y de los ámbitos de discusión e investigación universitarios hasta 1985, luego del retorno definitivo a la democracia.

### Práctica profesional

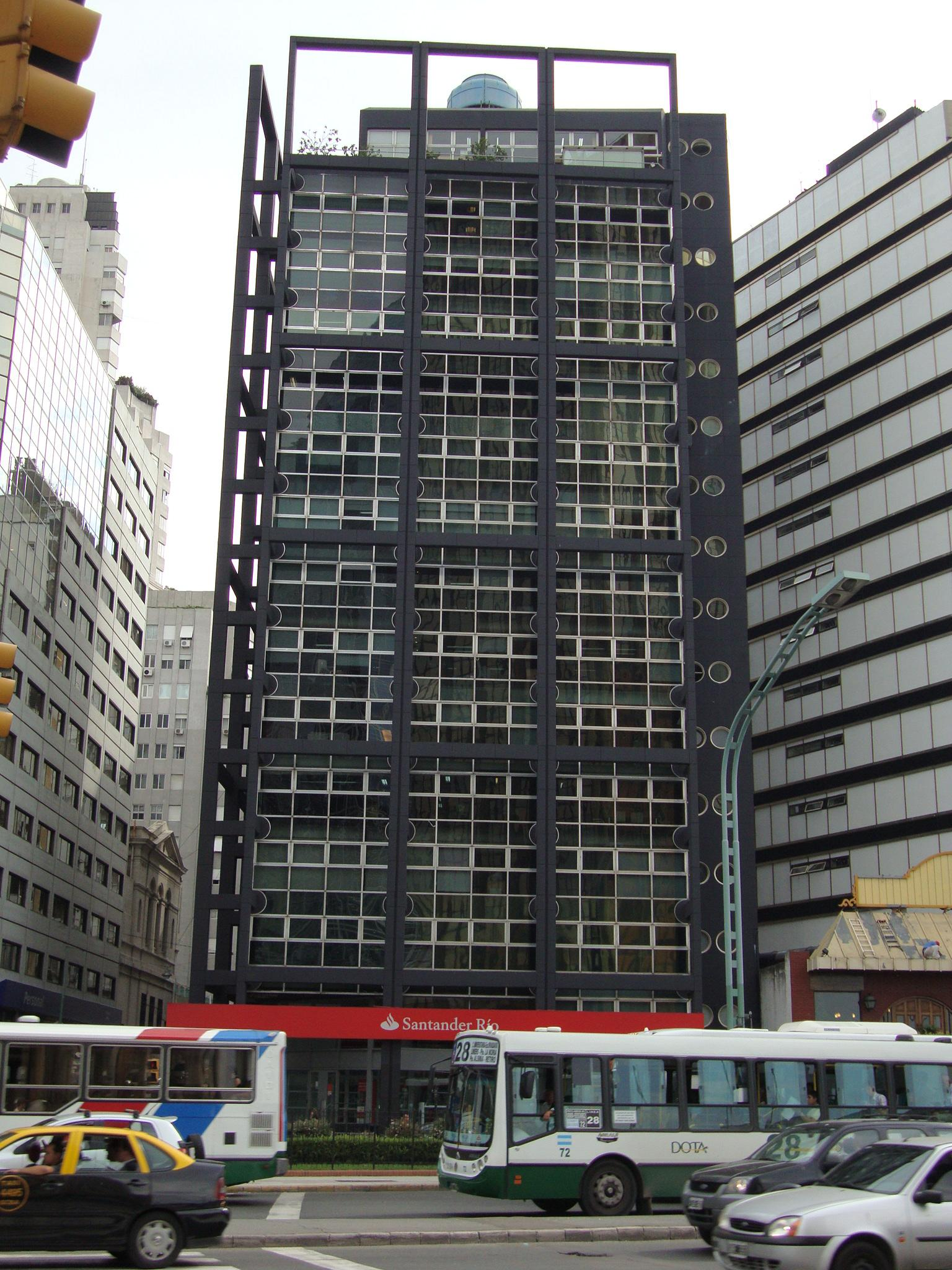
Edificio Estuario de oficinas (1972-1975)

A partir de 1966, Varas desarrolló la práctica privada, en asociación con Miguel Baudizzone, Jorge Erbin, Jorge Lestard, y Antonio Díaz. Participó en varios concursos, obteniendo premios significativos tales como el Auditorio de la Ciudad de Buenos Aires (1972) y el Centro Cultural de Mendoza (1972). 
Desarrolló numerosas obras de vivienda colectiva dentro de Buenos Aires, tales como el edificio de Avenida Coronel Díaz 2521, y otros en barrios de la zona norte de la ciudad.
Durante la década de 1990, la actividad profesional de Varas se desarrolló principalmente en base e proyectos obtenidos mediante concursos públicos. Se destacaron el Auditorio en Mendoza, el Proyecto para el Área Urbana Retiro (no realizado), y el Parque de la Memoria, en la Ciudad Universitaria de Buenos Aires.

### Docencia
A comienzos de la década de 1980 fund el Laboratorio de Arquitectura, una iniciativa de enseñanza e investigación en proyecto arquitectónico en el ámbito privado, con sede en el Centro de Arte y Comunicación (CAyC) dirigido por Jorge Glusberg. 
A partir de 1984 dictó una cátedra de Proyecto Arquitectónico en la FADU (UBA), ámbito en el que también desarrolló su actividad investigativa hasta el día de hoy.

## Obras y proyectos destacados

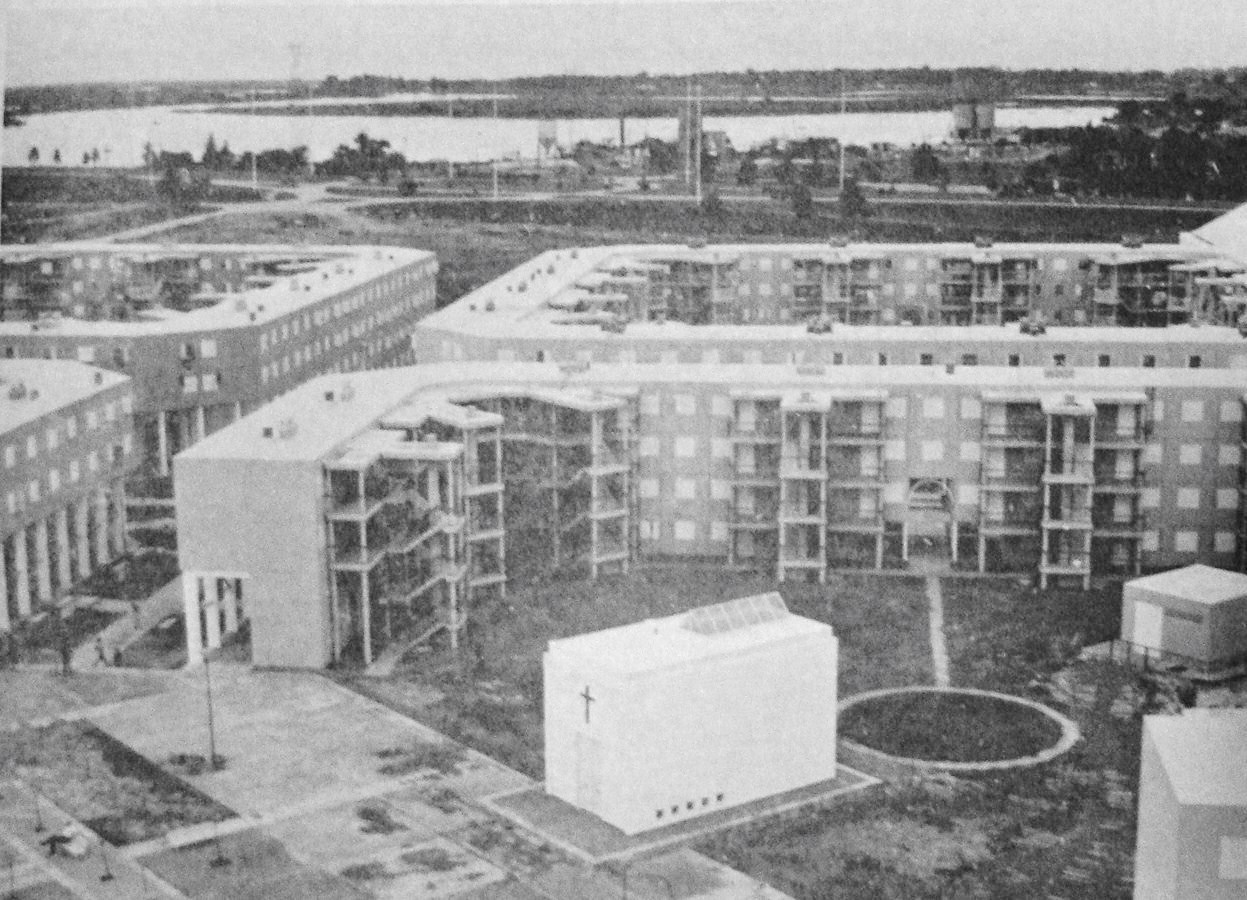
Barrio Centenario, en Santa Fe (1978-1982)

### Baudizzone-Díaz-Erbin-Lestard-Varas (1966-2000)
- Instituto de Investigaciones Científicas “INIFTA” de la Universidad Nacional de La Plata (1968-1973)
- Proyecto para la Facultad de Ciencias Exactas y Naturales de la Universidad Nacional de La Plata (1968, no construida)
- Edificio Av. Coronel Díaz 2521 (1971)
- Hospital Municipal en Brandsen (1971)
- Proyecto para el Auditorio de la Ciudad de Buenos Aires (1972, no construido)
- Proyecto para el Centro Cultural de Mendoza (1972, no construido)
- Edificio Estuario (1972-1975)
- Barrio Centenario (1978-1982)
- Torre 25 de mayo (1977)
- Conjunto Nazca (1981-1982)
- Barrio Siderca (1989)
- Auditorio en Mendoza (1994-1198)
- Proyecto Área Urbana de Retiro (1996)
- Parque de la Memoria (1998-)

### Alberto Varas & Asociados (2000-)

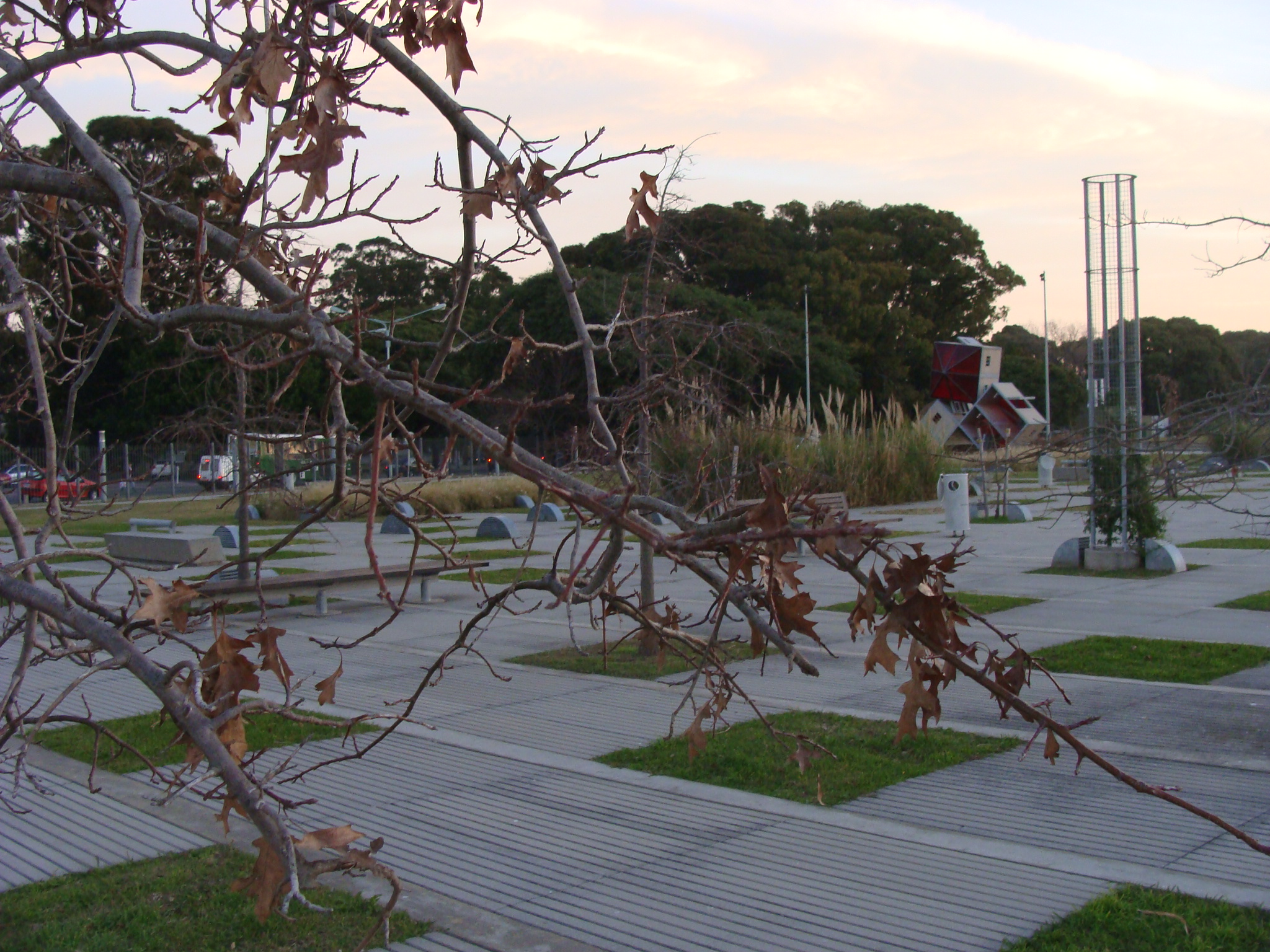
Parque de la Memoria (1998-2007)

- Casa en Pilar (2004-2005)
- Sede FOX Argentina (2004-2006)

### Grupo VOV (2002-)
- Intervención en el Muelle 2, Puerto de Málaga, España (2002)
- Museo de Arte Rupestre en Campo Lameiro, Pontevedra, España (2002)

## Publicaciones (selección)

### Libros
- Alberto Varas, Buenos Aires Natural + Artificial. Exploraciones sobre el espacio urbano, la arquitectura y el paisaje (Madrid y Buenos Aires: UBA, UP, & GSD Harvard, 2000). ISBN 978-987-513-012-8
- Alberto Varas, Buenos Aires Metrópolis. Estudio sobre modelos del espacio público durante los procesos metropolitanos intensivos(Madrid y Buenos Aires: UBA, UP & GSD Harvard, 1997). ISBN 978-950-9575-73-8
- Alberto Varas, Buenos Aires, una Trilogía Metropolitana (Buenos Aires: Nobuko, 2006). ISBN 978-987-584-058-4. Ver revisión crítica de Matías Gigli en Página/12.[4]
- Alberto Varas, El Laboratorio de Arquitectura, Aspectos del trabajo experimental sobre el proyecto arquitectónico y urbano (Buenos Aires: Ediciones de la Unión Internacional de Arquitectos, 1985).
- Miguel Baudizzone, Jorge Erbin, Jorge Lestard, Alberto Varas, Dardo Cuneo, Rita Schlaen, Buenos Aires, Una Estrategia Urbana Alternativa. Una Propuesta Urbana para Buenos Aires en el Marco del Planeamiento Democrático (Buenos Aires: FADU UBA y Fundación Plural, 1987).
- Baudizzone, Erbin, Lestard, Varas, Architecture (Miami: Editorial Presse Internationale, 1980). ISBN 978-0-938508-00-7

### Artículos
- Alberto Varas, "Arquitectura y Metrópolis", en Pensar la Arquitectura, compilado por José M. Marchetti (Buenos Aires: Ediciones FADU/ UBA, 2000).
- Alberto Varas, "Buenos Aires: otro fin de siglo", en Buenos Aires desde el Aire (Buenos Aires: Manrique Zago Editores, 1999).
- Alberto Varas, “El Cuerpo Arquitectónico”, en Anybody (Londres y Cambridge: The MIT Press, 1997). Texto de la ponencia presentada a la conferencia "Anybody" en Buenos Aires.

### Publicaciones sobre Alberto Varas
- Graciela Silvestri, “Alberto Varas”, en Jorge Francisco Liernur y Fernando Aliata (Compiladores), Diccionario de Arquitectura en la Argentina. Estilos, Obras, Biografías, Instituciones, Ciudades (Buenos Aires: AGEA, 2004). Vol. 6: 144-145. ISBN 950-782-428-6
- Robyn Beaver (Ed.), 1000 architects (Victoria, Australia: The Images Publishing Group, 2004). ISBN 1-876907-91-6
- Jorge F. Liernur, Arquitectura en la Argentina del Siglo XX. La Construcción de la Modernidad (Buenos Aires: Ediciones del Fondo Nacional de la Artes, 2000). ISBN 950-9807-66-4
- Jorge Glusberg, Breve Historia de la Arquitectura Argentina (Buenos Aires, 1991).
- Enrique Browne, Otra arquitectura en América Latina, (México DF, y Santiago: Gustavo Gili, 1988).
- Leonardo Benévolo, Historia de la Arquitectura Moderna (Barcelona: Gustavo Gili, 1988).
- Francisco Bullrich, Nuevos caminos de la arquitectura latinoamericana (Barcelona: Blume, 1969).